# Насрещно движение
„Насрещно движение“ е български телевизионен игрален филм (социална драма) от 1978 година на режисьора Тодор Стоянов, по сценарий на Димитър Велчев. Оператор е Ангел Иванов. Музиката във филма е композирана от Иван Игнев. Художник Владимир Русаков.

## Актьорски състав
| Изпълнител           | Роля                              |
| -------------------- | --------------------------------- |
| з.а. Стефан Данаилов | Чавдар Бонев, инженер-конструктор |
| н.а. Иван Кондов     | Кантарджиев, главният инженер     |
| Георги Стоянов       | Димов, директорът                 |
| Искра Радева         | Елена                             |
| Йосиф Сърчаджиев     | Коста                             |
| Евстати Стратев      | проектантът                       |
| Нина Арнаудова       |                                   |
| Северина Тенева      | проектантката                     |
| Богомил Симеонов     |                                   |
| Стефан Пейчев        | работникът                        |
| Аспарух Сариев       | хазяинът                          |
| Милка Попантонова    | хазяйката                         |
| Михаил Топалов       |                                   |
| Михаил Михайлов      |                                   |
| Лили Попиванова      |                                   |
| Георги Гайтаников    |                                   |
| Найчо Петров         |                                   |
| Димитър Милушев      |                                   |
| Пейчо Пейчев         |                                   |
| Теофан Хранов        |                                   |
| Димитър Учкунов      |                                   |
| Любомир Миладинов    |                                   |